# Język burumakok
Język burumakok – język papuaski z indonezyjskiej Papui, którym posługują się mieszkańcy wsi Burumakok. W 1994 r. odnotowano, że ma 40 użytkowników. Został opisany w postaci listy słownictwa.